# Guggenberg (Peißenberg)
Der Guggenberg (663 m ü. NHN) ist eine teilweise bewaldete längliche Bergkuppe im Bayerischen Alpenvorland östlich von Peißenberg. Die glazial geprägte Erhebung erstreckt sich von Peißenberg bis zur Ammer in Ost-West-Richtung und beherbergt den Weiler Berghof. Im Osten schließen sich Wester- und Burgleiten an.